# 塔德乌什·马佐维耶茨基
塔德乌什·马佐维耶茨基（波蘭語：Tadeusz Mazowiecki，發音：[taˈdɛuʂ mazɔˈvʲɛt͡skʲi] ⓘ，1927年4月18日—2013年10月28日）波兰作家、记者、慈善家和政治家，前波兰团结工会运动的领导人之一，二战后中欧和东欧第一个非共产主义政府总理。

## 生平
1947—1948年任华沙大学出版社社长。后加入波兰天主教世俗活动家组织帕克斯协会。因对协会活动提出批评于1955年9月被取消会员资格。
1961年当选为议会议员，加入“标志”派议员团（主要成分为天主教社会活动家、政治家、作家）。1980年8月工潮时参加莱赫·瓦文萨的顾问班子。创办《团结周刊》并任主编。1981年底军管时被捕。《团结周刊》复刊后仍任主编。
1989年团结工会在议会大选中获胜，8月19日，沃依切赫·雅鲁泽尔斯基总统不得不提名马佐维耶茨基出任新部长会议主席。24日，议会以压倒多数票通过了马佐维耶茨基的总理任命。9月12日，马佐维耶茨基组成一个团结工会、统一农民党和民主党联盟以及波兰统一工人党参加的“广泛联合政府”。1991年1月马佐维耶茨基在参加总统竞选失败后宣布辞职。
他是马德里俱乐部成员，以及欧洲联邦的狂热支持者。

## 精选目录
- “Solidarity's Tasks”. Telos （页面存档备份，存于） 47 (Spring 1981). New York: Telos Press.